# Karl Weierstrass
Karl Theodor Wilhelm Weierstrass, född 31 oktober 1815 i Ostenfelde, Preussen (nuvarande Tyskland), död 19 februari 1897, var en tysk matematiker. Han gav viktiga bidrag inom bland annat reell analys och variationskalkyl. Han är en av grundarna till den moderna funktionsteorin och införare av begreppet likformig konvergens av funktionsserier. Han utvecklade även teorin för den komplexa analysen med utgångspunkt från potensserier.

## Biografi
Som ung skickades den begåvade Weierstrass till universitetet i Bonn av sin dominante fader för att där studera juridik. Efter att där ha tillbringat fyra år med att dricka öl, fäktas och ägna lite tid åt juridikstudier blev Weierstrass lärare. Han var mellan år 1842–1856 lärare i matematik på gymnasienivå. Han ägnade allt sitt intresse åt funktionsteorin och publicerade så viktiga resultat att han fick en professur i Berlin. Hans föreläsningar i den nya funktionsteorin blev snart inspirationskälla för elever från hela Europa. Efter 1850 var han länge sjuk, men publicerade ändå verk som gav honom berömmelse.
1872 visade han att en funktion med en sammanhängande graf kan sakna tangent i varje punkt, vilket geometriskt sett verkar omöjligt. Han menade att den matematiska analysen måste bygga på de reella talens egenskaper och inte på en geometrisk intuition. 
Weierstrass invaldes 1881 som utländsk ledamot av Kungliga Vetenskapsakademien. Han dog i Berlin i lunginflammation 1897.

## Eftermäle
Nedslagskratern Weierstrass på månen och asteroiden 14100 Weierstrass är uppkallade efter honom.

## Karl Weierstrass elever (i urval)
- Sofia Kovalevskaja
- Gösta Mittag-Leffler
- Edmund Husserl